# برج تلویزیونی ویلنیوس
برج تلویزیونی ویلنیوس برجی است که در شهر ویلنیوس، کشور لیتوانی قرار دارد. این برج ۳۲۶٫۵ متر ارتفاع دارد.